# Bank Panic
Bank Panic è un videogioco arcade sparatutto western sviluppato da Sanritsu e prodotto da SEGA nel 1984. Il gioco è stato convertito ufficialmente da SEGA per SG-1000, MSX e Sega Master System. Ci furono alcuni cloni, in particolare West Bank, che fu pubblicato dalla Dinamic Software nel 1986 per i computer a 8 bit più diffusi in Europa.

## Modalità di gioco
Il giocatore interpreta il ruolo di uno sceriffo del Far West che deve proteggere una banca e i suoi clienti da banditi mascherati. L'edificio è di forma circolare, con dodici porte numerate ed altrettanti sportelli, e il giocatore è posizionato al centro della sala; la visuale, che consente la visione contemporanea di tre porte, può essere ruotata a destra e a sinistra in modo da tenere alternativamente sotto controllo tutti gli ingressi.
Un indicatore collocato sul lato superiore della schermata offre una visione d'insieme dello stato degli ingressi (presenza di una persona in attesa) e degli sportelli, mentre una barra sul lato inferiore indica il tempo a disposizione per il superamento del livello di gioco.
Quando una porta con una persona in attesa si trova nel campo visivo del giocatore, questa si può aprire e rivelare:
- un cliente, che effettuerà un deposito (una borsa di denaro); la presenza di un deposito a tale sportello è indicata dal simbolo del dollaro che appare nella corrispondente posizione dell'indicatore superiore
- un bandito, a cui bisogna sparare prima che sia lui a sparare allo sceriffo
- un ragazzino, che indossa da tre a cinque cappelli; ogni sparo a lui diretto gli toglie un cappello, e se si riesce a toglierglieli tutti prima che la porta si richiuda si riceve un bonus (una borsa di denaro oppure tempo supplementare)

Talvolta i clienti, allontanandosi dopo un deposito, mostrano brevemente un cartello appeso alla schiena che fornisce al giocatore l'indicazione che, dietro una certa porta, è in attesa un bandito.
Qualche bandito può inoltre rubare da uno degli sportelli in quel momento non controllati dal giocatore il denaro già depositato e nascondersi dietro alla corrispondente porta; uccidendo il bandito si recupera il denaro e si ripristina la condizione dello sportello.
A intervalli casuali, infine, può comparire una bomba su una delle porte, e il giocatore la deve disinnescare (sparandovi) prima che esploda.
Il livello di gioco si conclude quando tutti gli sportelli hanno ricevuto almeno un deposito. Si perde invece una vita (ed il livello ricomincia) se:
- si viene colpiti da un bandito
- si spara per errore ad un cliente
- non si riesce a disinnescare in tempo una bomba
- scade il limite di tempo imposto per il superamento del livello

Benché sia possibile sparare a vista ad un ladro senza incorrere in penalità, si ottengono molti più punti attendendo che questi estragga la propria arma. Alcuni banditi, riconoscibili per il fatto di indossare una maglietta rossa, forniscono al giocatore, se uccisi nell'esatto istante in cui estraggono l'arma, una delle lettere della parola "EXTRA"; completando l'intera parola il giocatore riceve, oltre a punti bonus, un'ulteriore vita e l'avanzamento istantaneo al livello successivo. Altre vite vengono fornite al superamento di determinate soglie di punteggio.
A mano a mano che il gioco prosegue, vengono introdotte varianti alla tipologia ed al comportamento dei clienti e dei banditi; tali variazioni, unite alla crescente concitazione del gioco ed alla necessità di controllare tre porte contemporaneamente, mettono alla prova i riflessi e la capacità di concentrazione del giocatore che può quindi commettere errori (tipicamente sparare ad un cliente o esitare troppo di fronte ad un bandito per il timore di farlo).
Le variazioni comprendono:
- clienti buttati improvvisamente a terra da un bandito alle loro spalle
- clienti che compaiono legati (il giocatore può liberarli sparando o attendere che compaia alle loro spalle il bandito e ucciderlo)
- banditi con due pistole (è necessario sparar loro due volte)
- banditi che si spostano usando gli stipiti della porta come riparo (possono essere uccisi solo quando si trovano al centro della porta)

## Colonna sonora
La musica di sottofondo è la ripetizione continua di Dixie's Land, il cui ritmo aumenta in modo ossessivo a mano a mano che il giocatore si avvicina allo scadere del tempo a disposizione per il completamento del livello.